# 姝子内親王
姝子内親王（しゅし/よしこないしんのう、永治元年11月8日（1141年12月7日） - 安元2年6月13日（1176年7月20日））は、二条天皇の中宮、女院。女院号は高松院（たかまついん）。

## 生涯
父は鳥羽天皇、その后・藤原得子（美福門院）を母として生まれる。同母兄に近衛天皇、暲子内親王（八条院）は同母姉にあたる。

### 婚姻
久安2年（1146年）2月17日、6歳で着袴の儀を行う。久寿元年（1154年）8月18日、14歳で内親王宣下を受けて「寿子」と命名された。ところが、藤原頼長が「『春秋左氏伝』桓公16年によれば、寿は衛の宣公の子で殺害された人物なので縁起が悪い」と反対したため、29日に「姝子」と改名された（『台記』）。
久寿2年（1155年）7月23日に同母兄の近衛天皇が崩御したことで、異母兄の雅仁親王（後白河天皇）が即位する。これは、美福門院の養子となっていた雅仁の子への皇位継承を前提としたものだった。9月23日、後白河帝の第一皇子は親王宣下を受けて「守仁」と命名され、即日立太子する。12月9日、守仁親王は元服し、翌保元元年（1156年）3月5日、姝子内親王は16歳で守仁の妃となった。この婚姻には、美福門院の意向が大きく反映していたと思われる。
姝子内親王は異母姉・統子内親王の猶子となっていたため、統子内親王の三条高倉邸で着裳の儀を行い、統子内親王が腰結を務めた（『兵範記』『山槐記』保元元年3月5日条）。鳥羽法皇の意図は分裂状態にあった美福門院派と待賢門院派の融和を図り、後白河帝・守仁親王の体制を安定させることにあったと推測される。この政権構想において姝子は、両派を結び付ける要としての役割を担うことになる。この時点では守仁は14歳と幼少であり、当面は後白河帝による執政が必要とされていた。

### 立后
7月2日、鳥羽法皇が崩御する。直後に起こった保元の乱で崇徳上皇は配流となり、後白河帝・守仁親王の体制が確立した。信西が政治の主導権を握り、保元新制・記録所の設置・内裏再建などの国政改革を推進する。保元2年（1157年）正月23日、姝子内親王は准三宮となり、10月8日、再建された大内裏に後白河帝・守仁親王・忻子・統子内親王とともに移った。保元3年（1158年）2月3日、後白河帝は統子内親王の准母立后を行って政治基盤の強化に務めるが、8月11日に突然、守仁親王に譲位する（二条天皇）。これは「仏と仏との評定」（『兵範記』保元3年8月4日条）によるもので、美福門院が信西に強く要求して実現したものであった。ここに後白河院政派と二条親政派が形成される。ただし、二条帝はいまだ16歳で政治に未熟であり、後白河院の政治活動も引き続き認められたため、当初から両派の間に確執があったわけではなかった。
姝子内親王は婚姻後も統子内親王の三条高倉邸を訪れ、後白河院が譲位した直後の宇治御幸にも後白河院・統子内親王に同行した。平治元年（1159年）2月3日、後白河院の御所・高松殿に行啓し、21日に立后して中宮に冊立される（『山槐記』）。後白河院と二条帝は実の親子でありながら疎遠な関係にあり、後白河院は姝子と緊密な関係を築くことで影響力の確保を目指したと考えられる。二条帝も姝子の背後に父の影を感じていたと思われるが、表面上は何事もなく年も暮れようとしていた。
平治元年（1159年）12月9日、平治の乱が勃発する。25日夜、二条帝と姝子内親王は藤原信頼・源義朝が占拠していた大内裏を脱出して、平清盛の六波羅邸に遷幸した。翌26日に乱は鎮圧されるが大内裏の荒廃のため、29日、二条帝は清盛の警護により美福門院の八条殿に行幸する（『百錬抄』）。戦乱からの復興と体制の立て直しが緊急の課題であったが、翌永暦元年（1160年）から後白河院政派と二条親政派の亀裂は徐々に拡大していくことになる。

### 別居
二条親政派の大炊御門経宗・葉室惟方は後白河院への圧迫を強め、正月6日、後白河院が八条堀河の藤原顕長邸に御幸して桟敷で八条大路を見物していたところ、堀河にあった材木を外から打ちつけ視界を遮るという嫌がらせを行った（『愚管抄』）。太皇太后・藤原多子の再入内もこの時期に行われている（『帝王編年記』によれば正月26日）。2月20日、後白河院は清盛に命じて経宗・惟方を逮捕、3月11日に配流した。6月にも親政派の源光保が配流・殺害されるなど、政局の動揺が続いた。
姝子内親王は春より禁裏に入らず、白河押小路殿に籠って出家を願っていたが、後白河院から制止されていた。理由は定かではないが、後白河院と二条帝の関係が悪化する中で板ばさみとなり、心労が重なったことが要因の一つとして考えられる。8月になると重病で危篤状態となり、18日に後白河院が見舞いに駆けつけた。翌19日、姝子は20歳で出家する。知らせを聞いた中山忠親が御所を訪れると、苦痛の叫び声が御簾の外まで聞こえたという（『山槐記』永暦元年8月19日条）。
姝子内親王の病は奇跡的に快方に向かう。出家をしても后位は停廃されないため中宮の地位は保持するが、二条帝との関係が元に戻ることはなく別居状態となった。11月23日に美福門院が崩御し、後白河院政派と二条親政派の対立が本格化する。応保元年（1161年）9月、憲仁親王（後白河の第七皇子、後の高倉天皇）立太子の陰謀が発覚すると、二条帝は院近臣を解官して後白河院の政治介入を停止した。二条帝は親政確立に意欲を見せ、12月、暲子内親王への院号宣下（16日）と藤原育子の入内（17日）を行い（『山槐記』）、美福門院に代わる新たな後ろ盾と摂関家の全面的支援を獲得する。

### 院号宣下
育子の立后は既定路線だったが、后位は中宮・姝子内親王、皇后・忻子、皇太后・呈子、太皇太后・多子と全て埋まっていたため、誰かが后位を退かなければならなかった。二条帝は姝子に院号宣下をして空席を作り（2月5日）、育子を中宮とする（2月19日）。在位中の天皇の后妃が院号宣下を受けた初めてのケースであり、姝子は后位を事実上追われる形となった。女院号は立后を行った御所・高松殿に因んで、高松院と号した。長寛2年（1164年）7月22日、二条帝に第一皇子（母は右馬助・源光成の女、後の大僧都・尊恵）が生まれると（『百錬抄』）、姝子が引き取って猶子とする（『吉記』承安4年3月10日条）。しかし二条帝は、育子が猶子とした第二皇子（順仁親王、後の六条天皇）に譲位してこの世を去った。
院号宣下後の姝子内親王の生活は閑静なもので、仏道にひたって年月を過ごしていたようである。安元2年（1176年）6月13日、脚気に痢病を併発して崩御、36歳だった（『百錬抄』『玉葉』『吉記』）。高松院別当の藤原隆輔が今熊野に参籠中の後白河院に奏上したところ、後白河院は「これほどの大事を今までなぜ知らせなかったのか」と再三に及んで叱責して、直ちに御所に還幸した。後白河院が姝子の身を案じ、気遣っていた様子がうかがえる。
姝子内親王の没後、白河押小路殿と高松院領は建春門院に譲られるが（『玉葉』治承5年2月4日条、『吉記』元暦元年4月16日条）、この処置は後白河院の意向によるものと推測される。姉の八条院が膨大な所領を背景に独自の政治的地位を築いたのに対して、姝子は経済的に後白河院に従属する立場にあったと見られる。

## 澄憲との密通について
『玉葉』建久2年（1191年）4月24日条は、仁和寺において海恵（法印大僧都・澄憲の真弟子）が守覚法親王より灌頂を授けられた記事であるが、その中に「御室御弟子、高松院御腹、澄憲令生之子也。雖密事人皆知之」という記述がある。九条兼実の妻（藤原季行の女）の母（藤原宗能の女）は、姝子内親王の乳母であった。兼実は定期的に姝子内親王の御所を訪れるなど親密な間柄であり、記事の信憑性は高い。
海恵は承元元年（1207年）に36歳で死去しているので、逆算すると承安2年（1172年）生まれとなる。このため、姝子内親王と澄憲の密通があったのは、承安元年（1171年）頃と考えられる。しかし、澄憲は院御所や内裏への伺候をその後も続けているので、一般には発覚しなかったようである。
吉田経房は病気の噂もなかったのに突然亡くなったことに不審を抱き、食欲不振・痢病という公式発表を人々は信じなかったこと、死因について皆が声を揃えて言う説があったことを記している（『吉記』安元2年6月13日条）。角田文衛は、姝子が妊娠しており早産による大量出血で亡くなった可能性を指摘している。また海恵の同母妹に八条院高倉がおり、高倉の出産が元で亡くなった可能性がある。